# Анастасия Каракасиду
Анастасия Н. Каракасиду (на английски: Anastasia N. Karakasidou; на гръцки: Αναστασία Καρακασίδου) е археолог, социален антрополог и професор в американския Уелсли колидж.

## Биография
Каракасиду е родена на 7 септември 1956 година в град Солун, Гърция. Баща ѝ е караманлия, бежанец от Кападокия, а майка ѝ е гъркиня от Солун.
През 1975 година започва следването си в САЩ. По-късно е докторантка по археология в Колумбийския университет. Като такава през 1988 година участва в етно-археологическо проучване на басейна на Лъгадина на Археологическия департамент на Солунския университет. Прави нови проучвания на славяноезичното население в района на Гвоздово през 1990-1991 година. Нейните проучванията ѝ стават обществено достояние и са сериозно критикувани, заради политическата ситуация - разпадането на Югославия и създаването на Република Македония. През 1992 се дипломира в Колумбийския университет, до 1993 година следва със стипендия в Принстънския университет.
През 1997 година излиза нейният най-значим труд „Житни поля, кървави хълмове. Преходи към националното в Гръцка Македония, 1870 – 1970“. Книгата предизвиква сериозна полемика в Гърция и по света, като чрез натиск от страна на Гърция е спряна за печат от издателството „Оксфорд Юнивърсити Прес“ и вместо това е публикувана от „Чикаго Юнивърсити Прес“, а семейството на Каракасиду получава чести заплахи от националисти. Скоро след това книгата е издадена в Република Македония, а през 2008 година – и в България.
Подобно нейно проучване за района на град Лерин е публикувано през 2002 година.
След 1999 година се занимава с теми като химическото замърсяване, уязвимостта на човешкото тяло и рака, като болест на модерността. През 2003 година провежда семинара „Култури на рака“.